# Campeonato Europeo de Bádminton de 1986
El X Campeonato Europeo de Bádminton se celebró en Uppsala (Suecia) del 30 de marzo al 5 de abril de 1986 bajo la organización de la Unión Europea de Bádminton (EBU) y la Federación Sueca de Bádminton.

## Medallistas
| Evento               | Oro                                      | Plata                                       | Bronce                                                                                            |
| -------------------- | ---------------------------------------- | ------------------------------------------- | ------------------------------------------------------------------------------------------------- |
| Individual masculino | Morten Frost Dinamarca                   | Ib Frederiksen Dinamarca                    | Michael Kjeldsen Dinamarca Torben Carlsen Dinamarca                                               |
| Dobles masculino     | Steen Fladberg Jesper Helledie Dinamarca | Stefan Karlsson · Thomas Kihlström · Suecia | Jan-Eric Antonsson · Pär-Gunnar Jönsson · Suecia Mark Christiansen · Michael Kjeldsen · Dinamarca |
| Individual femenino  | Helen Troke Inglaterra                   | Kirsten Larsen Dinamarca                    | Christine Magnusson · Suecia Svetlana Beliasova · URSS                                            |
| Dobles femenino      | Gillian Clark Gillian Gowers Inglaterra  | Dorte Kjær Nettie Nielsen Dinamarca         | Karen Beckman · Sara Halsall · Inglaterra Maria Bengtsson · Christine Magnusson · Suecia          |
| Dobles mixto         | Martin Dew Gillian Gilks Inglaterra      | Nigel Tier Gillian Gowers Inglaterra        | Stefan Karlsson · Maria Bengtsson · Suecia Thomas Kihlström · Christine Magnusson · Suecia        |

## Medallero
| Núm. | País       | Oro | Plata | Bronce | Total |
| ---- | ---------- | --- | ----- | ------ | ----- |
| 1    | Inglaterra | 3   | 1     | 1      | 5     |
| 2    | Dinamarca  | 2   | 3     | 3      | 8     |
| 3    | Suecia     | 0   | 1     | 5      | 6     |
| 4    | URSS       | 0   | 0     | 1      | 1     |
|      | TOTAL      | 5   | 5     | 10     | 20    |